# Thương hiệu
Thương hiệu là tên gọi, thuật ngữ, thiết kế, hình tượng hoặc các dấu hiệu khác giúp phân biệt một tổ chức hoặc một sản phẩm với đối thủ trong mắt của người tiêu dùng. Các dấu hiệu có thể là những ký hiệu, biểu trưng (logo), thiết kế (như trường hợp chai Coca-Cola, phần lưới chắn các khe hút gió ở mũi xe ô tô BMW hay Mercedes), từ ngữ mang tính khẩu hiệu (slogan),... được gắn vào bao bì sản phẩm, mác sản phẩm, hay bản thân sản phẩm. Vì để giúp phân biệt các doanh nghiệp, thương hiệu hay được in trên các tờ giới thiệu doanh nghiệp, trụ sở doanh nghiệp, danh thiếp của cán bộ nhân viên doanh nghiệp, website của doanh nghiệp...
Thương hiệu, cùng với tên thương mại (trade name), nhãn hiệu (brandname), chỉ dẫn địa lý, bí mật kinh doanh, sáng chế, kiểu dáng công nghiệp, thiết kế bố trí mạch tích hợp bán dẫn, giống cây trồng thuộc quyền sở hữu công nghiệp và được pháp luật bảo hộ.
Việc thực hiện xây dựng thương hiệu được cho là bắt đầu với người Ai Cập cổ đại, những người được biết là đã tham gia vào công việc xây dựng thương hiệu chăn nuôi sớm nhất, vào khoảng 2.700 năm trước công nguyên. Những người làm công việc chăn nuôi phải tiến hành xây dựng thương hiệu để phân biệt gia súc của họ với người khác bằng cách dùng sắt nung nóng in một biểu tượng đặc biệt vào da gia súc của mình. Nếu một người lấy trộm gia súc của người khác, bất kỳ ai khác nhìn thấy biểu tượng đều có thể suy ra chủ sở hữu thực sự. Hiện nay, thuật ngữ này đã được mở rộng có nghĩa là một đặc tính chiến lược của một sản phẩm hoặc một công ty, do đó, thương hiệu mang lại các giá trị, lợi ích và lời hứa mà người tiêu dùng có thể cảm nhận được để từ đó quyết định mua hàng.
Xây dựng thương hiệu (Branding) là tổng hợp các phương pháp marketing và truyền thông để giúp phân biệt một công ty hoặc sản phẩm với các đối thủ cạnh tranh, với mục đích là để tạo ra ấn tượng dài lâu trong tâm trí của khách hàng. Các thành tố chính tạo ra một thương hiệu đầy đủ bao gồm bản sắc thương hiệu, truyền tải thương hiệu (ví dụ như thông qua logo và nhãn hiệu), nhận thức thương hiệu, lòng trung thành thương hiệu và các chiến lược xây dựng và quản trị thương hiệu khác.

## Nội hàm khái niệm
Có hai khía cạnh gắn với thương hiệu: tâm lý và trải nghiệm. Trải nghiệm về một thương hiệu là tổng hợp tất cả những gì người tiêu dùng cảm nhận được khi tiếp xúc với sản phẩm mang thương hiệu đó. Khía cạnh tâm lý, hoặc hình ảnh của một thương hiệu, là một kiến tạo biểu tượng được tạo ra trong tâm trí người tiêu dùng và gợi lên tất cả những thông tin và trông đợi gắn với sản phẩm hoặc dịch vụ có thương hiệu đó.
Xây dựng thương hiệu là đề ra và gây dựng được những trông đợi gắn với trải nghiệm thương hiệu, tạo ra được ấn tượng rằng thương hiệu đó gắn với một sản phẩm hoặc dịch vụ với những chất lượng hoặc đặc tính nhất định khiến sản phẩm/dịch vụ đó trở nên độc đáo hoặc duy nhất. Vì thế thương hiệu là một trong những thành tố có giá trị nhất trong chủ đề quảng cáo, vì nó cho thấy nhà sản xuất có thể đem lại gì cho thị trường. Nghệ thuật tạo ra và duy trì thương hiệu được gọi chung là quản lý thương hiệu. Định hướng toàn bộ các khâu của quá trình sản xuất nhắm vào phục vụ thương hiệu chính là tiếp cận thị trường theo lối lồng ghép tổng thể.
Nếu biết quản lý thương hiệu một cách thận trọng, cùng với một chiến dịch quảng cáo thông minh, có thể thuyết phục được khách hàng trả giá cao hơn rất nhiều giá thành sản phẩm. Đó là khái niệm tạo ra giá trị. Đó là cách thức vận dụng hình ảnh của sản phẩm làm sao để người tiêu dùng thấy được rằng sản thẩm đó xứng đáng với giá trị mà nhà quảng cáo muốn người tiêu dùng thừa nhận, chứ không phải là giá trị hợp lý của giá thành sản phẩm (nguyên liệu, công, chuyên chở, v.v.).
Nhưng giá trị của thương hiệu không chỉ là con số chênh lệch giữa giá bán và giá thành. Nó là tổng hợp những phẩm chất của sản phẩm đối với người tiêu dùng. Có rất nhiều giá trị phi vật thể trong làm ăn chứ không chỉ là những gì thể hiện được trong bảng hạch toán: kỹ năng của một người công nhân lành nghề, từng loại, từng kiểu, từng cách làm khác nhau, v.v. Đó là những giá trị khó có thể hạch toán được, và những người mang những tri thức và kỹ năng như thế cần được công ty trân trọng và giữ lại, vì sự khác biệt mà họ mang lại là không thể so sánh được. Doanh nghiệp nào không nhìn nhận ra và không biết duy trì những tải sản quý như vậy đều có thể chịu sự thất bại nặng nề.
Một thương hiệu được thừa nhận rộng rãi trên thị trường tức là đã đạt được sự khẳng định thương hiệu. Đến một lúc nào đó một thương hiệu được thừa nhận thu hút được đông đảo người tiêu dùng trên thị trường, nó có thể bắt đầu nhượng quyền thương hiệu.
Người tiêu dùng thường tìm kiếm trong những sản phẩm hoặc dịch vụ có thương hiệu những khía cạnh giá trị gia tăng, vì chúng cho thấy một phẩm chất hoặc tính cách hấp dẫn nào đó. Từ góc độ của nhà sở hữu thương hiệu, các sản phẩm và dịch vụ có thương hiệu bao giờ cũng bán được giá cao hơn. Khi có hai sản phẩm tương tự như nhau, nhưng có một sản phẩm có thương hiệu còn một sản phẩm không có thương hiệu, người tiêu dùng thường chọn sản phẩm có thương hiệu và đắt tiền hơn dựa trên chất lượng gắn với uy tín của thương hiệu đó.

## Yếu tố cấu thành

### Phần không đọc được
Bao gồm những yếu tố không đọc được mà chỉ có thể cảm nhận được bằng thị giác như hình vẽ, biểu tượng (hình bông sen của Vietnam Airlines), màu sắc (màu xanh của Nokia, đỏ của coca cola , hay kiểu dáng thiết kế, bao bì (kiểu chai bia Henniken) và các yếu tố nhận biết (bằng mắt) khác.

## Bản sắc của thương hiệu
Bản sắc hoặc căn cước của một sản phẩm hoặc một thương hiệu là những giá trị mà nhà sản xuất/sở hữu thương hiệu muốn người tiêu dùng tin vào và nhận biết sản phẩm. Nhà sở hữu phải tìm cách gắn kết hình ảnh thương hiệu và căn cước của thương hiệu càng gần với nhau càng tốt. Những thương hiệu có hiệu quả cao thương biết cách kết nối giữa cá tính của thương hiệu trong quan niệm của đối tượng phục vụ và bản thân chính sản phẩm hoặc dịch vụ nó cung cấp. Hơn nữa, thương hiệu cần phải nhằm vào một số nhóm dân cư nhất định. Đặc biệt, những thương hiệu có sức sống lâu dài thường là những thương hiệu dễ nhớ, có thể duy trì qua nhiều xu hướng đổi thay, và mang lại một ấn tượng tích cực. Bản sắc của thương hiệu là hết sức quan trọng giúp người tiêu dùng nhận ra sản phẩm; nó chính là biểu tượng của sự khác biệt của một thương hiệu so với những sản phẩm cạch tranh khác.
Bản sắc của thương hiệu xuất phát điểm vốn là những gì người sở hữu thương hiệu muốn người tiêu dùng tiềm năng tin vào. Thế nhưng qua thời gian, có những bản sắc tự nó phát triển, tích hợp thêm quan niệm của người tiêu dùng, không nhất thiết phải từ quảng cáo. Vì vậy luôn cần tìm hiểu về quan niệm của người tiêu dùng đối với một thương hiệu nào đó.
Bản sắc thương hiệu cần phải tập trung vào những phẩm chất nguyên gốc - những đặc tính thật có giá trị và những hứa hẹn nó mang lại - cũng như cần phải được duy trì bằng những đặc trưng trong quá trình tổ chức và sản xuất.

### Phẫu hình ảnh, công cụ thiết lập Bản sắc Thương hiệu
(nội dung vi phạm bản quyền)

### Sự trung thành của khách hàng đối với thương hiệu
Sự trung thành của khách hàng đối với thương hiệu (Brand loyalty) chính là sự quay trở lại của khách hàng với công ty.Những khách hàng trung thành là những vị khách sẽ luôn bên công ty kể cả trong lúc khó khăn.Theo số liệu thống kê thì 80% lợi nhuận của các công ty đến từ 20% khách hàng trung thành của công ty.Do vậy việc chăm sóc những khách hàng trung thành qua các chiến lược marketing trực tiếp. Dịch vụ chăm sóc khách hàng (CRM) luôn được các công ty quan tâm, đặc biệt các công ty trong lĩnh vực cung cấp dịch vụ.
Theo định nghĩa của chuyên gia, Sự trung thành thương hiệu (brand loyalty) là một trong 3 chỉ số đo kết quả thương hiệu. Các chỉ số khác là Mức dùng thử (Trial%), và Mức dùng Thường xuyên (Regular%). Trong thực tế quản trị thương hiệu thì chỉ số Trung thành (brand loyalty%) là thước đo cao nhất nói lên kết quả của một quá trình xây dựng thương hiệu và là cái đích để so sánh sức mạnh thương hiệu. Brand Loyalty % cũng là chỉ số tỷ lệ thuận với Giá trị Thương hiệu là cơ sở để định giá so sánh giá trị thương hiệu.

### Kiến trúc thương hiệu
Kiến trúc Thương hiệu (Brand Architecture) là một trong những khái niệm quan trọng trong phương pháp luận quản trị chiến lược thương hiệu (brand marketing strategy). Về cơ bản có thể hình dung Kiến trúc Thương hiệu như là một cơ cấu phả hệ hoặc sơ đồ tổ chức mà các vị trí trong sơ đồ là các thương hiệu thay cho các cá nhân. Mục đích chủ yếu của kiến trúc thương hiệu là hình thành một cơ cấu mang tầm chiến lược đối với việc phát triển sản phẩm và thương hiệu trong các doanh nghiệp lớn mà trong đó có quá nhiều chủng loại sản phẩm và nhắm đến nhiều đối tượng khách hàng khác nhau. Tư duy cần thiết đối với kiến trúc thương hiệu là xem nó như một cái cây đang sinh trưởng trong không gian cụ thể xung quanh, chứ không phải là một kiến trúc cơ học khô cứng và không nảy nở. Vì vậy yêu cầu tối thiểu đối với một kiến trúc thương hiệu là xem xét lại cấu trúc ít nhất hàng năm trong mỗi chu kỳ hoạch định marketing cho từng thương hiệu.

### Quản trị Thương hiệu
Quản trị Thương hiệu (brand management) được Neil McElroy (tốt nghiệp Đại học Havard) khởi lập từ năm 1931 tại Procter & Gamble. Trong một bảng Memo 3 trang đánh máy hiện vẫn còn lưu giữ, McElroy đã thuyết phục ban lãnh đạo P&G vấn đề quan trọng của việc tập trung quản lý từng đối tượng thương hiệu, hơn là chú ý đến quản trị tổng quan công ty như cách quản trị truyền thống. Neil McElroy cũng đề xuất việc mỗi thương hiệu sản phẩm phải có một nhân sự chuyên trách, tập trung mọi nỗ lực để xây dựng chiến lược và quản trị hiệu quả theo từng brand. Ngoài ra McElroy còn lưu ý việc cạnh tranh giữa các thương hiệu cả đối với bên ngoài và với bên trong mà cụ thể là quan hệ thương hiệu giữa Camay và Ivory là hai nhãn hiệu của cùng một công ty.
Neil McElroy là người kế nhiệm Deupree trở thành CEO của Procter & Gamble vào năm 1948, và trở thành Bộ trưởng Quốc phòng Mỹ vào năm 1957 dưới thời Tổng thống Eisenhower. Neil McElroy cũng là chiến lược gia của thời chiến tranh lạnh cạnh tranh ngành vũ trụ với Liên Xô và nhà hoạch định chiến lược thương hiệu NASA.

## Bảo hộ và tranh tụng về thương hiệu
Để một thương hiệu được bảo hộ, một chủ quản có tư cách pháp nhân (có thể là một công ty, người sáng chế, tập đoàn, hiệp hội ngành nghề) phải đăng ký thương hiệu tại cơ quan nhà nước quản lý bản quyền thương hiệu. Một nhãn hiệu (brand) cần đăng ký để được bảo hộ thương hiệu (Registered Trademark: "Thương hiệu đã đăng ký" hay là "nhãn hiệu cầu chứng"). Thường là theo nguyên tắc, ai đăng ký trước và nếu không bị tranh tụng, sẽ sở hữu hợp pháp quyền sử dụng thương hiệu đó.
Tại mỗi quốc gia, có cơ quan cấp quốc gia quản lý việc cấp quyền sử dụng thương hiệu (qua Giấy chứng nhận đăng ký thương hiệu) và giám sát các việc tranh kiện thương hiệu. Như tại Hoa Kỳ là Cục thương hiệu và bản quyền sáng chế Hoa Kỳ (The United States Patent and Trademark Office (USPTO) hay còn gọi là Văn phòng bản quyền sáng chế và nhãn hiệu thương mại Hoa Kỳ)
Một ví dụ của việc vi phạm bản quyền thương hiệu của Việt Nam: Vì nhiều công ty và hiệp hội ngành nghề tại Việt Nam không chú ý và chậm trễ trong việc đăng ký thương hiệu, các cơ quan quản lý cũng không có hướng dẫn pháp lý kịp thời nên nhiều thương hiệu của Việt Nam đã bị đăng ký và được sử dụng hợp pháp (đối với quốc gia sở tại) bởi những công ty nước ngoài. Điển hình như: Nước mắm Phan Thiết, nước mắm Phú Quốc, cà phê Trung Nguyên, thuốc lá VINATABA, Petro Vietnam, bánh phồng tôm Sa Giang, kẹo dừa Bến Tre, võng xếp Duy Lợi, cà phê Buôn Ma Thuật.... Ví dụ cụ thể như Nước mắm Phan Thiết, từ năm 2007, tên gọi này đã được luật hoá khi Ủy ban nhân dân tỉnh Bình Thuận (chưa phải là một Cơ quan nhà nước chính thức cấp quốc gia quản lý thương hiệu) đăng ký bảo hộ vô thời hạn trên lãnh thổ Việt Nam để chứng nhận xuất xứ cho các loại nước mắm được chế biến theo đúng tiêu chuẩn chất lượng và An toàn vệ sinh thực phẩm (ATVSTP) trong địa bàn tỉnh, tuy nhiên, ngoài Việt Nam, trước đó 8 năm, từ ngày 1 tháng 6 năm 1999 một công ty tên là Kim Seng, trụ sở tại California (Mỹ) đã đăng ký thương hiệu "nước mắm nhỉ thượng hạng Phan Thiết" tại Văn phòng bản quyền sáng chế và nhãn hiệu thương mại Hoa Kỳ và có hiệu lực hợp pháp trên toàn nước Mỹ . Nhà nước Việt Nam cũng rất chậm trễ trong việc luật hóa bản quyền, đến năm 2005 mới có Luật sở hữu trí tuệ Việt Nam chính thức .